# Ice Ice Baby

Ice Ice Baby est une chanson de hip-hop écrite par le rappeur américain Vanilla Ice et DJ Earthquake, un beat-boxeur professionnel.
La chanson reprend la ligne de basse de Under Pressure (1981) de Queen et David Bowie. Sortie à l'origine sur le premier album Hooked (1989) de Vanilla Ice et plus tard pour l'album To the Extreme (1990), elle est sa chanson la plus connue.
Ice Ice Baby est le premier single de hip-hop à atteindre la première place du hit-parade américain et est également un succès international. La chanson a ainsi contribué à introduire le hip-hop vers le grand public.

## Utilisations
La chanson a été reprise en 1992 à la fin de Polka Your Eyes Out de Weird Al Yankovic.

### Jeux vidéos
Ce titre est utilisé dans les jeux vidéo DJ Hero (2009), Burnout Crash! (2011) et Dance Central 3 (2012)

### Cinéma et télévision
En 2010, la chanson est reprise dans la série Glee dans le 17e épisode de la première saison, La Mauvaise Réputation, par Will Schuester (Matthew Morrison) et les New Directions.
Cette chanson peut être entendue au début du film En eaux très troubles (2023) dans le générique d'ouverture.

### Sports
Ce morceau est l'hymne d'entrée en tournois de Gerwyn Price, joueur professionnel gallois de fléchettes, champion du monde 2021.